# سید ملتون
سید ملتون (انگلیسی: Sid Melton؛ ۲۲ مهٔ ۱۹۱۷ – ۲ نوامبر ۲۰۱۱) یک هنرپیشه اهل ایالات متحده آمریکا بود. وی بین سال‌های ۱۹۳۹ تا ۲۰۰۱ میلادی فعالیت می‌کرد.